# Piaski Bankowe
Piaski Bankowe (pronunciación en polaco: /ˈpjaskʲi baŋˈkɔvɛ/) es un pueblo ubicado en el distrito administrativo de Gmina Bielawy, dentro del condado de Łowicz, Voivodato de Łódź, en el centro de Polonia. Se encuentra a unos 27 kilómetros al oeste de Łowicz y a 31 kilómetros al norte de la capital regional Łódź.